# Cheryl Collier
Cheryl Collier (* 1967) ist eine kanadische Politikwissenschaftlerin, die als Professorin an der University of Windsor forscht und lehrt. Sie amtierte 2021/22 als Präsidentin der Canadian Political Science Association (CPSA).
Collier machte 1993 einen Bachelor-Abschluss im Fach Journalismus an der Carleton University und dort 1995 auch das Master-Examen (Canadian Studies). 2006 wurde sie an der University of Toronto zur Ph.D. promoviert (Canadian and Comparative Politics). Inzwischen ist sie (bis Juni 2026) gewählte Dekanin der Faculty of Arts, Humanities and Social Sciences an der University of Windsor.
Ihre Forschungsschwerpunkte sind: Frauenforschung; Geschlecht und Politik; soziale Bewegungen; Föderalismus; Provinzpolitik (Ontario und Westkanada); Analyse der öffentlichen Politik und vergleichende Sozialpolitik; Kinderbetreuungspolitik; Politik gegen Gewalt an Frauen; Gewalt gegen Frauen in der Politik.